# After the Hunt (Film)
After the Hunt ist ein Thriller von Luca Guadagnino. In dem Film spielt Julia Roberts in der Hauptrolle eine College-Professorin, die sich privat und beruflich an einem Scheideweg befindet. Andrew Garfield ist in der Rolle ihres Kollegen zu sehen, dem die Vergewaltigung einer Studentin vorgeworfen wird. After the Hunt soll Ende August 2025 bei den Internationalen Filmfestspielen von Venedig seine Premiere feiern und im Oktober 2025 in die deutschen und US-amerikanischen Kinos kommen.

## Handlung
Alma Olsson hat ihr ganzes Leben darauf hingearbeitet, um dorthin zu gelangen, wo sie heute ist. Sie wird bald die jüngste Professorin mit Festanstellung in der Geschichte von Yale. Sie hat mit Henrik nur einen Konkurrenten, der auch ein guter Freund ist.
Alma hat einige ihrer bester Studenten zu einem Abendessen bei sich zuhause eingeladen. Auch ihr Ehemann Frederik und Henrik nehmen Teil. Besonders für Maggie ist Alma ein absolutes Vorbild. Es heißt, Maggie habe die beste Dissertation der letzten 20 Jahre in Yale verfasst. Als sich an diesem Abend alle auf den Heimweg machen, ist Alma besorgt, weil Maggie allein nach Hause geht, doch Henrik hat versprochen, sie zu begleiten.
Am nächsten Morgen geht Maggie auf Alma zu und erzählt ihr, dass Henrik sie in der Nacht vergewaltigte. Alma drückt Maggie gegenüber ihre Bedenken aus, wie schwierig es ist, so etwas zu beweisen. Am nächsten Tag erzählt ihr Henrik eine ganz andere Geschichte. Er habe in dieser Nacht Maggies Dissertation gelesen und festgestellt, dass sie fast vollständig plagiiert ist. Maggie sei daraufhin ausgeflippt.

## Produktion

### Regie und Drehbuch
Regie führte Luca Guadagnino. Er fungiert neben Brian Grazer und Allan Mandelbaum auch als Produzent. Das Drehbuch schrieb Nora Garrett. Sie schloss ihr Studium an der Tisch School of the Arts der New York University ab und begann unmittelbar nach ihrem Abschluss in Off- und Off-Off-Broadway-Theatern sowie für Werbespots und Kurzfilme zu arbeiten. Nach ihrem Umzug von New York City nach Los Angeles im Jahr 2014 begann Garrett eine Karriere als Assistentin im Film- und Fernsehbereich. Sie veröffentlichte drei Kurzgeschichten, zwei bei der Cantabrigian Press aus Harvard und eine bei der Online-Publikation ANMLY. Im Jahr 2024 wurde sie von Variety in die „10 Screenwriters to Watch“ aufgenommen. In der Vergangenheit war Garrett auch als Schauspielerin tätig, so zuletzt in kleineren Rollen in den Filmen Beirut von Brad Anderson und The Stalking Fields von Ric Maddox.

### Besetzung und Dreharbeiten
Julia Roberts spielt in der Hauptrolle die Collage-Professorin Alma Olsson. Andrew Garfield spielt den in Ungnade gefallenen Professor Henrik Gibson. Ayo Edebiri ist in der Rolle der Studentin Maggie Price zu sehen. Michael Stuhlbarg spielt Almas Ehemann Frederik. Weiter auf der Besetzungsliste findet sich Chloë Sevigny. Das Casting übernahm Jessica Ronane.
Die Dreharbeiten fanden ab Anfang Juli 2024 bis in den Herbst des Jahres hinein statt. Als Kameramann fungierte Malik Hassan Sayeed, zu dessen früheren Arbeiten The Hunt von 1997, Spike Lee’s Spiel des Lebens von 1998, Eyes Wide Shut von 1999, Life and Debt von 2001 und Black Is King von 2020 gehören. Er drehte After the Hunt auf 35-mm-Film.

### Filmmusik und Marketing
Die Filmmusik komponierten Trent Reznor und Atticus Ross, mit denen Guadagnino zuletzt für Challengers – Rivalen and Queer zusammenarbeitete.
Der erste Trailer wurde Mitte Juli 2025 vorgestellt.

### Veröffentlichung
Der Film soll am 29. August 2025 bei den Internationalen Filmfestspielen von Venedig seine Premiere feiern. After the Hunt wird außer Konkurrenz gezeigt. Guadagnino habe laut Festivalleiter Alberto Barbero freiwillig auf einen Platz im Hauptwettbewerb um den Goldenen Löwen verzichtet. Am 26. September 2025 soll der Film das New York Film Festival eröffnen.
Am 10. Oktober 2025 soll After the Hunt in ausgewählte US-Kinos kommen und dort in der darauffolgenden Woche landesweit starten. Hier erhielt der Film ein R-Rating, was einer Freigabe ab 17 Jahren entspricht. Der Kinostart in Deutschland ist am 16. Oktober 2025 geplant.